# José Santos Quinteros
José Santos Quinteros (1 de noviembre de 1865 - 22 de febrero de 1951) fue un abogado, profesor y político boliviano que se desempeñó como 21 ° Vicepresidente de Bolivia de 1917 a 1920. Se desempeñó como segundo vicepresidente junto con el primer vicepresidente Ismael Vázquez Virreira durante la administración de José Gutiérrez Guerra.

## Biografía
José Santos Quinteros nació el 1 de noviembre de 1865 en Potosí. 
Se recibió como abogado de la Universidad Mayor, Real y Pontificia de San Francisco Xavier de Chuquisaca, casa de estudios predilecta de la clase política boliviana del siglo XIX y XX. 
Ejercería la Cátedra de Derecho público en la Universidad San Francisco Xavier de Chuquisaca.

## Vida Política
Empezó su carrera pública en 1900, cuando fue contratado como Vocal de la Corte departamental de Oruro. Posteriormente en 1903 fue elegido Diputado Nacional, cargo que dejaría por su predisposición a colaborar con en el primer gobierno de Ismael Montes, siendo posicionado como ministro de Guerra y Colonias desde 1905 hasta 1909.
Fue Senador por Chuquisaca en 1910, Ministro de Justicia en 1913 y posteriormente, en 1917, fue elegido Segundo vicepresidente de la administración de José Gutiérrez Guerra.
Posteriormente fue posicionado como Ministro de Gobierno en 1918 y por segunda vez ministro de Guerra y Colonias en 1919.

## Muerte
Falleció en la Ciudad de La Paz el 22 de febrero de 1951.

## Obra
- Derecho Administrativo,
- Derecho Publico Constitucional
- Temas de Estado.